# Egg (groupe)
Pour les articles homonymes, voir Egg.
Egg était un groupe rock progressif britannique, originaire de Londres, en Angleterre. Il a été formé en juillet 1968, et s'est séparé en 1972. Toutefois, ils ont publié un troisième et dernier album en 1974 pour se séparer définitivement après. 

## Biographie
Les membres fondateurs du groupe étaient le claviériste Dave Stewart, (à ne pas confondre avec le guitariste Dave Stewart des Eurythmics), Mont Campbell à la basse et au chant ainsi que Clive Brooks à la batterie. À l'origine, il s'agissait d'un quartet qui avait pour nom Uriel, avec le guitariste Steve Hillage. Après le départ de ce dernier en août 1968, les trois autres continuent en trio sous le nom de Egg. Vers le milieu de 1969, le groupe signe chez Decca et sort son premier album éponyme en mars 1970.
Sans être un succès commercial, ce disque est toutefois assez bien reçu pour permettre l'enregistrement d'un deuxième. Ce sera The Polite Force en février 1971. Le groupe tourne beaucoup cette année-là, mais n'arrive pas à signer un nouveau contrat, bien qu'il ait de quoi produire un nouvel album. Il se sépare en juillet 1972.
En cette même année 1972, Dave Stewart retrouve Steve Hillage et publie l'unique album Space Shanty du groupe Khan, avec Nick Greenwood à la basse et Eric Peachey à la batterie. Un second album avait été prévu mais ne verra jamais le jour, toutefois on peut en retrouver des bribes sur le premier album solo de Hillage, Fish Rising qui fut publié en 1975. 
En 1974, Stewart qui a signé chez Virgin comme membre de Hatfield and the North, obtient un contrat pour Egg afin d'enregistrer le matériel jusqu'alors inédit, ce qui donnera l'album The Civil Surface. Steve Hillage joue sur la pièce Wring Out the Ground (Loosely Now) pour cet album, retrouvant ainsi ses compères de l'époque du groupe Arzachel.
En décembre 2007 sort The Metronomical Society contenant des enregistrements live de 1969-1972.
Egg est souvent considéré comme faisant partie de l'école de Canterbury bien que le groupe n'ait pas de connexion géographique avec Canterbury. Leur musique peut être décrite comme du rock progressif avec des éléments de rock psychédélique et de rock de chambre (proche de ce qui deviendra le mouvement Rock in Opposition). Campbell et Stewart se retrouveront avec National Health. En janvier 2009, Campbell apparaît à la télévision britannique dans un documentaire de la BBC intitulé 'Prog Rock Britannia: An Observation in Three Movements'.

## Arzachel
Vers la mi-1969, Stewart, Campbell et Brooks contribuent au projet Arzachel. Steve Hillage est associé à ce projet qui aboutira à la sortie d'un disque unique et longtemps introuvable. Egg étant alors sous contrat chez Decca, les musiciens d'Arzachel se cachent derrière des pseudonymes. Steve Hillage est Simon Sasparella, Dave Stewart devient Sam Lee-Uff, Mont Campbell se cache sous le nom de Njerogi Gategaka et finalement Clive Brooks choisit Basil Dowling.

## Personnel
- Dave Stewart : orgue, piano, mellotron, tone generator, basse sur Nearch
- Mont Campbell : basse, chant, piano, orgue sur Long Piece No. 3 - Part 1, cor anglais sur Long Piece No. 3 - Part 2
- Clive Brooks : batterie

## Discographie

### Single
- 1969 : Seven is a Jolly Good Time/You Are All Princes

### Albums studio
- 1970 : Egg
- 1971 : The Polite Force
- 1974 : The Civil Surface

### Compilations
- 1985 : Seven is a Jolly Good Time
- 2007 : The Metronomical Society
- 2015 : BBC Sessions And More 1968-1972 - Matériel live d'archives

## Filmographie
- 2015 : Romantic Warriors III: Canterbury Tales (DVD)